# Monocirrhus polyacanthus
El pez hoja del Amazonas (Monocirrus polyacanthus) es un pez del género Monocirrhus. Esta especie se encuentra en América del Sur, concretamente en la Cuenca del Amazonas. Su aspecto recuerda, en cuanto a su aspecto y comportamiento, a una hoja caída al agua que flota. De color castaño y con un bigote semejante a un pedúnculo bajo la boca, se mueve por medio de aletas transparentes, devorando las presas desprevenidas con su mandíbula retráctil.
Es un pez mimético, que debe su nombre a su cuerpo, achatado lateralmente y amarronado, haciéndolo parecer una hoja caída. La semejanza con una hoja muerta es debido a una excrecencia del labio inferior que se parece con un pecíolo de la hoja.